# Aquí TV
Aquí TV fue un canal de televisión regional de la comunidad autónoma de Cantabria (España), perteneciente a la empresa cantabra Grupo Digital 2006 (propietario de Aquí FM, del diario digital CantabriaConfidencial y de la página sobre cine Cinentérate), que inició sus emisiones en diciembre de 2007, bajo el lema Nuestra Gente y bajo la dirección de Víctor Gijón, quien tiene una larga experiencia en los medios de comunicación, convirtiéndose en menos de un año en una de las televisiones más vistas de Cantabria.[cita requerida] Tenía su sede en Santander.
Hasta el año 2009 estuvo asociada para emitir programación nacional de Localia TV. Desde 2009 y hasta 2012 estuvo asociada para emitir programación nacional de Local Media. En 2012 cerró para siempre.
El canal contaba con una programación casi en su totalidad de producción propia, aunque en sus inicios estuvo asociada a Local Media. Desde el 16 de julio de 2010 el canal se encontraba en emisión en pruebas en la TDT, en el mux 59.
En junio de 2011 cesa sus emisiones dando paso al nuevo canal Canal TV Cantabria. Actualmente, la frecuencia se encuentra libre y no emite ningún canal.
Desde 2012 Aquí TV, Canal TV Cantabria, Cantabria TV y Aquí FM (emisora de radio de Cantabria) dejaron de emitir en TDT, FM y demás sistemas sin ser sustituidas. En su lugar ya no se emite nada.

## En la actualidad
A través de las frecuencias locales de TDT de VegaVision, Tú Televisión, Aquí TV, Cantabria TV y TCB televisión emite el canal de televisión Cantabria 7 Televisión en la actualidad.
A través de las frecuencias de Aquí FM en FM y TDT emite en la actualidad COPE Cantabria.

## Programas
- Aquí Cantabria (informativos)
- Rallies TV (programa sobre rally), Toñín Arce.
- Cinentérate (programa de cine), Pelayo López.
- En buena compañía (programa de entrevistas), Enrique Fernández de Castro.
- Diálogos (programa de debate), Victor Gijón.
- El último coto (programa sobre caza), José Luis Gómez.
- Mirador del Besaya (programa informativo), Enrique G. Aragón.
- Aquí Parlamento (programa en directo desde el parlamento de Cantabria).
- Chat a cien.
- Caliente, Caliente.
- Lo que hay que oír (programa de humor), Gelo Fuentes
- La cara oculta (programa de misterio), Fran Renedo Carrandi

## Otros eventos
- Los derechos de la Gala Horeca.
- Los derechos de la Gala del deporte de Camargo.
- Derechos de Fútbol 7.
- Derechos de la Liga San Miguel de traineras.